# ISFP (專輯)
ISFP是香港歌手林家謙的第4張個人專輯，於2024年6月25日實體與數位同時發行。

## 製作
開始製作這張專輯時，林家謙還沒有明確的方向和命名。距離上一張EPMEMENTO將近兩年的時間，期間林家謙舉辦了首次個人演唱會SUMMER BLUES，演唱會結束後，躺平了一段時間才於2023年春季推出由Serrini填詞的小林不動產，接著恢復以約2個月左右的規律時間依序推出單曲，由自我靈魂問答的、黃偉文填詞的萬一你是個好人和林夕填詞的怪我只敢做好人輪流派台；接著發行個人首場海外演唱會L*underground的主題曲流離者的海，以及時機成熟順勢推出當時首支國語歌曲你的世界。
專輯內的8首曲是林家謙的創作，另外2首是鄧百亨（Henry）的作品，分別是自嘲的喃嘸師感官漫遊，以及兩人合唱的了了，這首歌是Henry先找他，但後來林家謙覺得很適合收進專輯裡，最後一起完成了這首歌並收入至第9首。
2023年前後當時從韓國擴展開來的MBTI16型人格分析正為流行。林家謙製作到約第6、7首歌時，發現這些歌的詞的共通點是接近自我個人的性格與感受，林家謙補充提到，自己90％以上傾向「i人」（Introversion內向）特質，其中自己填詞的無答案是最接近他性格的歌曲。因此緣由，林家謙決定以自己的MBTI16型人格中的「ISFP探險家類型人格」為概念，為專輯定名ISFP，定調分解為「I人之境」、「S人之感」、「F人之緒」以及「P人之變」。10首歌的曲目上做了巧思編排，上半場在輕快的節奏中進行，排在第4首輕鬆的free fallin'由馮松興和林家謙一起填詞，表達了在世界失序中，即使感受到墜落，也不要慌張儘管放手感受；第6首開始才安排定向情歌進場，第9首的了了作為情緒轉換，結尾的有你聽我的故事，林家謙表示這是總和ISFP探險家類型人格的歌曲，描述一種希望被聆聽的關係，讓閱聽者在這張專輯裡一探關於ISFP人格的世界。

## 曲目
| 曲序     | 曲目           |               | 作曲          | 编曲                                 | 製作人        | 备注                           | 时长  |
| -------- | -------------- | ------------- | ------------- | ------------------------------------ | ------------- | ------------------------------ | ----- |
| 1.       | 小林不動產     | 梁嘉茵        | 林家謙        | 林家謙 Vigilant Nation Entertainment | 林家謙        |                                | 3:06  |
| 2.       | 流離者的海     | 林家謙        | 林家謙        | 林家謙 Ariel Lai                     | 林家謙        |                                | 3:02  |
| 3.       | 你的世界       | 林家謙        | 林家謙        | 林家謙                               | 林家謙        | 鄧小巧可惜你是個人同曲異詞版本 | 4:23  |
| 4.       | free fallin'   | 馮松興 林家謙 | 林家謙        | 林家謙 Vigilant Nation Entertainment | 林家謙        |                                | 3:27  |
| 5.       | 喃嘸師感官漫遊 | Oscar         | 鄧百亨 林家謙 | 林家謙 Vigilant Nation Entertainment | 林家謙        |                                | 3:09  |
| 6.       | 怪我只敢做好人 | 林夕          | 林家謙        | 林家謙                               | 林家謙        |                                | 4:07  |
| 7.       | 萬一你是個好人 | 黃偉文        | 林家謙        | 林家謙                               | 林家謙        |                                | 3:04  |
| 8.       | 無答案         | 林家謙        | 林家謙        | 林家謙                               | 林家謙        |                                | 4:03  |
| 9.       | 了了           | 歌            | 鄧百亨 林家謙 | 鄧百亨 林家謙                        | 鄧百亨 林家謙 | 與鄧百亨合唱                   | 4:28  |
| 10.      | 有你聽我的故事 | 周耀輝        | 林家謙        | 林家謙 Vigilant Nation Entertainment | 林家謙        |                                | 3:42  |
| 总时长： | 总时长：       | 总时长：      | 总时长：      | 总时长：                             | 总时长：      | 总时长：                       | 36:30 |

## 商業表現
獲得新城勁爆頒獎禮2024勁爆年度專輯獎項。

## 外部參考
- . 林家謙 Terence Lam.   [2024-08-01]. （原始内容存档于2024-11-27） （中文（香港））.